# 倉沢学
倉沢 学（くらさわ がく、1978年1月23日 - ）は、日本の俳優、元お笑い芸人。
静岡県出身。日本大学芸術部卒業。
当初は俳優として活動していたが、マセキ芸能社に所属し勢登健雄とともにお笑い芸人ツィンテルのメンバーとして活動。解散後、勢登はせとたけおとしてピン芸人として活動し、倉沢は俳優に戻る。

## 出演
ツィンテル解散以前の出演はこちらを参照。

### TV
- 月曜名作劇場 「はぐれ署長の迷宮路線 北斗鉄太郎」(2016年12月5日、TBS)
- 金曜ドラマ「下剋上受験」第1話(2017年1月13日、TBS)
- 木曜劇場「嫌われる勇気」第9話(2017年3月9日、フジテレビ) - 近藤の上司 役
- 木曜ミステリー「警視庁・捜査一課長 season2」(2017年4月27日、テレビ朝日)第2話 - 警視庁八王子警察署 立番警官 役
- メ～テレドラマ「まかない荘2」(2017年10月17日 - 12月19日、名古屋テレビ放送） - 常連客 役
- 日曜ワイド「管理官 明石美和子 十四番目に来た女」(2018年3月4日、テレビ朝日)
- 大河ドラマ「青天を衝け」第36回（2021年11月21日、NHK） - 猿渡常安 役
- マイファミリー（2022年4月10日 - 、TBS）
- 特捜9 season7 第6話（2024年5月8日、テレビ朝日） - 浪口正徳 役[3]

### 舞台
- 2016年「ウラワライ」
- 2016年「ドブ恋6」
- 2017年 皆口裕子プロデュース 「父、踊る」
- 2017年「俺節」
- 2018年「愚痴リスナーさとこ」
- 2019年「魍魎の匣」
- 2025年「戦場のガノン」[4]